# Christmas with the Kranks
Christmas with  the Kranks is een Amerikaanse film uit 2004, geregisseerd door Joe Roth.

## Verhaal
Blair, de dochter van Luther en Nora Krank, vertrekt naar Peru na Thanksgiving. Luther rekent uit dat het koppel samen met hun dochter vorig jaar meer dan 6.000 dollar had gespendeerd aan de kerstvakantie. Dat geld willen de Kranks dit jaar anders besteden.
Ze willen kerst skippen en belonen zichzelf met een cruise in de Caraïben. De buurt verzet zich tegen de Kranks wanneer Luther geen kerstboom van de jeugdvereniging wil kopen. Normaal is de hele straat versierd met kerst. Buren Vic Frohmeyer en Walt Scheel willen er alles aan doen zodat de Kranks ook kerst vieren en hun huis versieren zoals de huizen in de rest van de straat. Ondanks verwoede pogingen met een kerstkoor blijven de Kranks bij hun standpunt.
Plots belt haar dochter Blair dat ze twaalf uren later thuis is om kerst te vieren met haar nieuwe Peruviaanse vriend. De Kranks zetten alles op alles om het huis tijdig in kerstsfeer te baden. Nora is al in kerstsfeer. Luther kan de chaos niet meer aan en gaat naar buiten. Hij komt terecht bij overbuurvrouw Bev. Bev blijkt kanker te hebben. Luther krijgt een idee na het gesprek. Omdat het weleens de laatste kerst kan zijn voor Bev schenkt hij haar de reis naar de Caraïben. Op dat moment beseft hij dat Kerstmis skippen geen goed idee was. Hij gaat terug naar binnen en viert kerst met zijn familie en vrienden.

## Rolverdeling
- Tim Allen als Luther Krank
- Jamie Lee Curtis als Nora Krank
- Dan Aykroyd als Vic Frohmeyer
- Julie Gonzalo als Blair
- M. Emmet Walsh als Walt Scheel
- Elizabeth Franz als Bev Scheel
- Erik Per Sullivan als Spike Frohmeyer
- Tom Poston als priester
- Felicity Huffman als Merry